# Cicle Gaudí
El Cicle Gaudí, també conegut com a Circuit de Cinema Català, és un circuit estable de cinema català que té per objectiu apropar als espectadors el cinema produït a Catalunya. Està organitzat per l'Acadèmia del Cinema Català.